# Oscaruddelingen 1956
Oscaruddelingen 1956 var den 28. oscaruddeling, hvor de bedste film fra 1955 blev hædret af Academy of Motion Picture Arts and Sciences. Uddelingen blev afholdt 21. marts i Los Angeles og New York samtidig.
Oscar for bedste film gik til den enkle film Marty. Filmen var produceret på et lavt budget, og er den korteste film (90 minutter), der nogensinde har vundet en oscar for bedste film.

## Priser
| Bedste film præsenteret af Audrey Hepburn | Bedste Instruktør præsenteret af Jennifer Jones |
| --- | --- |
| - Marty - Den fryd, der rummer alt - Mister Roberts - Picnic - Den tatoverede rose | - Delbert Mann – Marty - Elia Kazan – Øst for Paradid - David Lean – En sommers dårskab - Joshua Logan – Picnic - John Sturges – En mand steg af toget |
| Bedste Mandlige Hovedrolle præsenteret af Grace Kelly | Bedste Kvindelige Hovedrolle præsenteret af Marlon Brando |
| - Ernest Borgnine – Marty - James Cagney – Gift med en gangster - James Dean – Øst for Paradis - Frank Sinatra – Manden med den gyldne arm - Spencer Tracy – En mand sted af toget | - Anna Magnani – Den tatoverede rose - Susan Hayward – Jeg gemmer mine tårer - Katharine Hepburn – En sommers dårskab - Jennifer Jones – En fryd, der rummer alt - Eleanor Parker – Sangen der forstummede |
| Bedste Mandlige Birolle præsenteret af Eva Marie Saint | Bedste Kvindelige Birolle præsenteret af Edmond O'Brien |
| - Jack Lemmon – Mister Roberts - Arthur Kennedy – Trial - Joe Mantell – Marty - Sal Mineo – Vildt blod - Arthur O'Connell – Picnic | - Jo Van Fleet – Øst for Paradis - Betsy Blair – Marty - Peggy Lee – Pete Kelly's Blues - Marisa Pavan – Den tatoverede rose - Natalie Wood – Vildt blod |
| Bedste Manuskript præsenteret af Anna Magnani | Bedste Historie og Manuskript præsenteret af Ernest Borgnine |
| - Marty – Paddy Chayefsky - Vend dem ikke ryggen – Richard Brooks - Gift med en gangster – Daniel Fuchs og Isobel Lennart - En mand steg af toget – Millard Kaufman - Øst for Paradis – Paul Osborn | - Sangen der forstummede – William Ludwig og Sonya Levien - På gensyn, gutter – Betty Comden og Adolph Green - The Seven Little Foys – Melville Shavelson og Jack Rose - Dømt til tavshed – Milton Sperling og Emmet Lavery - Festlige feriedage – Jacques Tati og Henri Marquet |
| Bedste Historie præsenteret af Ernest Borgnine | Bedste Korte Animationsfilm præsenteret af Arthur O'Conell |
| - Gift med en gangster – Daniel Fuchs - Kæft, trit og retning – Joe Connelly og Bob Mosher - Luftens giganter – Beirne Lay, Jr. - Fåret med de fem ben – Jean Marsan, Henri Troyat, Jacques Perret, Henri Verneuil og Raoul Ploquin - Vildt blod – Nicholas Ray | - Speedy Gonzales - Good Will to Men - The Legend of Rockabye Point - No Hunting |
| Bedste Dokumentar præsenteret af Eleanor Parker | Bedste Korte Dokumentar præsenteret af Eleanor Parker |
| - Helen Keller in Her Story - Crèvecoeur | - Men Against the Arctic - The Battle of Gettysburg - The Face of Lincoln |
| Bedste Kortfilm, One-Reel præsenteret af Marisa Pavan | Bedste Kortfilm, Two-Reel præsenteret af Jo Van Fleet |
| - Survival City – Edmund Reek - Gadgets Galore – Robert Youngson - 3rd Ave. El – Carson Davidson - Three Kisses – Justin Herman | - The Face of Lincoln - The Battle of Gettysburg - On The Twelfth Day - Switzerland - 24-Hour Alert |
| Bedste Drama- eller Komediemusik | Bedste Musicalmusik |
| - Den fryd, der rummer alt – Alfred Newman - Manden med den gyldne arm – Elmer Bernstein - Picnic – George Duning - Den tatoverede rose – Alex North - Battle Cry – Max Steiner | - Oklahoma! – Robert Russell Bennett, Jay Blackton and Adolph Deutsch - Guys and Dolls – Jay Blackton and Cyril J. Mockridge - Gift med en gangster – Percy Faith and George Stoll - Papa Langben – Alfred Newman - På gensyn, gutter – André Previn |
| Bedste Sang præsenteret af Maurice Chevalier | bedste Lydoptagelse præsenteret af Sal Mineo |
| - "Love Is a Many-Splendored Thing" fra Den fryd, der rummer alt – Musik af Sammy Fain; Tekst af Paul Francis Webster - "I'll Never Stop Loving You" fra Gift med en gangster – Musik af Nicholas Brodszky; Tekst af Sammy Cahn - "Something's Gotta Give" fra Papa Langben – Musik og Tekst af Johnny Mercer - "The Tender Trap" fra Unkarl i fælden – Music by James Van Heusen; Lyric by Sammy Cahn - "Unchained Melody" fra Unchained – Musik af Alex North; Tekst af Hy Zaret | - Oklahoma! – Fred Hynes, Todd-AO Sound Department - Gift med en gangster – Wesley C. Miller, MGM Studio Sound Department - Ikke som en fremmed – Watson Jones, RCA Sound Department - En fryd, der rummer alt – Carlton W. Faulkner, Twentieth Century-Fox Studio Sound Department - Mister Roberts – William A. Mueller, Warner Bros. Studio Sound Department                                                     |
| Bedste Scenografi, Sort og Hvid præsenteret af Peggy Lee og Jack Lemmon | Bedste Scenografi, Farver præsenteret af Peggy Lee og Jack Lemmon |
| - Den tatoverede rose – Hal Pereira, Tambi Larsen, Sam Comer og Arthur Krams - Jeg gemmer mine tårer – Cedric Gibbons, Malcolm Brown, Edwin B. Willis og Hugh B. Hunt - Vend dem ikke ryggen – Cedric Gibbons, Randall Duell, Edwin B. Willis og Henry Grace - Marty – Edward S. Haworth, Walter Simonds og Robert Priestley - Manden med den gyldne arm – Joseph C. Wright og Darrell Silvera                                                                                     | - Picnic – William Flannery, Jo Mielziner og Robert Priestley - Fang tyven – Hal Pereira, Joseph McMillan Johnson, Sam Comer og Arthur Krams - Guys and Dolls – Art Direction: Oliver Smith and Joseph C. Wright; Set Decoration: Howard Bristol - Den fryd, der rummer alt – Lyle Wheeler, George Davis, Walter M. Scott og Jack Stubbs - Papa Langben – Lyle Wheeler, John DeCuir, Walter M. Scott og Paul S. Fox |
| Bedste Fotografering, Sort og Hvid præsenteret af Cantinflas | Bedste Fotografering, Farver præsenteret af Cantinflas |
| - Den tatoverede rose – James Wong Howe - Jeg gemmer mine tårer – Arthur E. Arling - Vend dem ikke ryggen – Russell Harlan - Queen Bee – Charles Lang - Marty – Joseph LaShelle | - Fang tyven – Robert Burks - A Man Called Peter – Harold Lipstein - Den fryd, der rummer alt – Leon Shamroy - Guys and Dolls – Harry Stradling - Oklahoma! – Robert Surtees |
| Bedste Kostumer, Sort og Hvid præsenteret af Susan Hayward | Bedste Kostumer, Farver præsenteret af Susan Hayward |
| - Jeg gemmer mine tårer – Helen Rose - The Pickwick Papers – Beatrice Dawson - Den tatoverede rose – Edith Head - Ugetsu monogatari – Tadaoto Kainosho - Queen Bee – Jean Louis | - Den fryd, der rummer alt – Charles LeMaire - Fang tyven – Edith Head - Dronningens ridder – Charles LeMaire og Mary Wills - Sangen der forstummede – Helen Rose - Guys and Dolls – Irene Sharaff |
| Bedste Klipning præsenteret af Jerry Lewis | Bedste Visuelle Effekter præsenteret af James Cagney |
| - Picnic – Charles Nelson og William A. Lyon - Den tatoverede rose – Warren Low - Broerne ved Toko-Ri – Alma Macrorie - Oklahoma! – Gene Ruggiero and George Boemler - Vend dem ikke ryggen – Ferris Webster | - Broerne ved Toko-Ri - Mørkets eskadrille - Og regnen kom |

### Bedste Udenlandske Film
præsenteret af Claudette Colbert
- Miyamoto Musashi (Japan)